# I'd Rather Be Flag-Burning
I'd Rather Be Flag-Burning is een splitalbum van de Canadese punkbands Propagandhi en I Spy. Het is in 1995 op een 10" plaat uitgegeven door Recess Records. Er werd ook een cd versie uitgegeven door de twee labels G7 Welcoming Committee Records en A-Hole Records. De nummers werden heruitgegeven in 1998 door G7 Welcoming Committee Records op twee verschillende compilatiealbums: Where Quantity is Job #1 van Propagandhi en Perversity Is Spreading... It's About Time! van I Spy.

## Nummers
Propagandhi
1. "The Overtly-Political-But-Oh-So-Intensely-Personal Song"
2. "...And We Thought Nation-States Were A Bad Idea..."
3. "The Woe-Is-Me-I'm-so-Misunderstood Song"
4. "(I Want To See) Oka Everywhere"
5. "Haillie Does Hebron"

I Spy
1. "Remain"
2. "Just Between Friends"
3. "No Exchange"
4. "T.I.Y (Title It Yourself)"
5. "Falling Down"
6. "Ever Wonder Why?"
7. "Appliances And Cars"
8. "Sixty Billion Served"